# Бізін
Бізін (д/н — 507) — король тюрингів у 459—507 роках.

## Біографія
У другій половині 450-х років, у зв'язку з ліквідацією загрози з боку гунів, ряд споріднених германських племен об'єдналися у союз на чолі з королем Бізіном. 459 року Бізін і його дружина Базіна надали притулок вигнаному за насильства над своїми підданими королю салічних франків Хільдеріку I. Коли після 8 років вигнання Хільдерік I повернувся на батьківщину та знову став королем франків, до нього прибула Базіна, яка кинула чоловіка, і стала його дружиною. Другою дружиною короля Бізіна стала лангобардка Менія, яка подарувала йому 3-х синів: Герменефреда, Бертахара та Бадеріха, які успадковували трон Бізіна після його смерті. Ймовірно, що Бізін був тією самою особою, що й король тюрингів Фісуд, чия дочка Ранікунда вийшла заміж за короля лангобардів Вако.